# Île Beautemps-Beaupré
Pour les articles homonymes, voir Beautemps, Beaupré et Beautemps-Beaupré.
L'île Beautemps-Beaupré (ou Heo) est le nom donné à un large atoll corallien de Nouvelle-Calédonie située à environ 40 km au nord-ouest de l'île de Ouvéa dans les îles Loyauté. L'île dépend de la commune d'Ouvéa et fait partie depuis 2008 des lagons de Nouvelle-Calédonie inscrits au Patrimoine mondial de l'UNESCO dans la zone dite « Zone d'Ouvéa et Beautemps-Beaupré ».

## Géographie

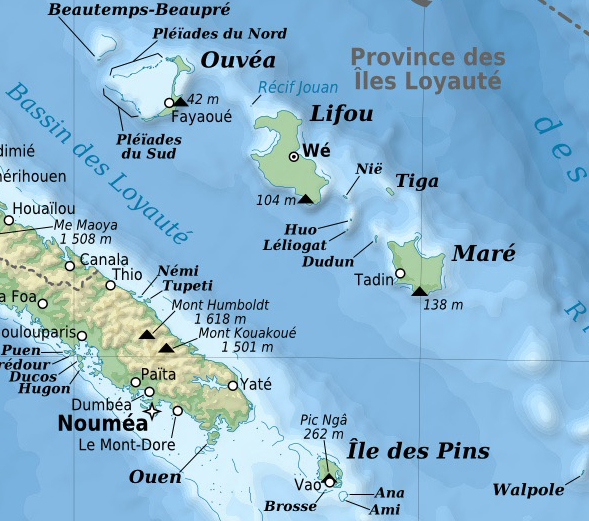
Localisation de l'île Beautemps-Beaupré au nord-ouest d'Ouvéa.

L'ensemble appelé « île Beautemps-Beaupré » est constitué d'un atoll surélevé en voie de subsidence dont certaines parties sont semi-immergées à la manière des bancs sableux alors que d'autres sont des motus classiques tel que Motutapu. L'île principale triangulaire de Beautemps-Beaupré proprement dite – qui donne son nom à l'ensemble – fait 1,5 km de longueur (dont 250 m de dalle corallienne située dans sa partie orientale) et 0,5 km de largeur maximales pour une superficie de seulement 0,45 km2. Entièrement recouverte de végétation, avec une plage à l'ouest, elle est la terre située le plus au sud du récif corallien délimitant un très large lagon d'environ 120 km2 accessible par une grande passe située au nord-ouest.

## Histoire
La première mention faite par un Européen de l'île est due à l'amiral Antoine Bruny d'Entrecasteaux qui l'aborde en juin 1792 lors de son expédition dans le Pacifique et à qui il donne le nom d'île Beautemps-Beaupré en hommage à l'ingénieur hydrographe et géographe français Charles-François Beautemps-Beaupré (1766-1854) qui était à bord de son navire La Recherche. À cette époque, les trois îlots sont habités par quelques familles provenant du nord d'Ouvéa. En juin 1827, l'île est abordée pour la seconde fois par un Européen par Jules Dumont d'Urville lors de son voyage austral à bord de L'Astrolabe.
L'île Beautemps-Beaupré, rattachée à Ouvéa, fait partie du district coutumier de Saint-Joseph. Le 8 juillet 2008, l'atoll – ainsi que l'ensemble de l'île d'Ouvéa – sont inscrits avec cinq autres lieux au Patrimoine mondial de l'UNESCO au titre de son intérêt écorégional en termes de conservation du site lagonnaire, de sa faune, et de sa flore.

## Faune
Le lagon de l'atoll est réputé pour ses populations de poissons notamment de poissons chirurgiens et de poissons perroquets